# Талленси
Талленси — (варианты названия: таленсе, талене, таланси) народ на северо-востоке Ганы и юге Буркина-Фасо. Говорят на языке талленси принадлежащем к группе языков гур семьи саваннских языков нигеро-конголезских языков. Часть талленси — мусульмане-сунниты, большинство придерживается традиционных верований.
Основные занятия — скотоводство, ручное земледелие, ремесла.

## Общественное строение
Талленси представляют собой скопление племён разговаривающие на одном языке. Население на 1960 год - приблизительно 50 тысяч, в наши дни по различным источникам в районе 80 тысяч. Живут патриархальными кланами (племенами), оседло. Каждое племя живет довольно обособленно, в первую очередь стараясь обеспечить свои нужды. В середине XX века ситуация немного изменилась, часть Талленси стала отправляться в Гану на заработки, что несколько изменило картину дохода племени. Традиционно мужчины занимаются тяжёлой работой, а женщины обеспечением домашнего уюта и помогают со сбором урожая.

## Семейное устройство
Чаще всего одно племя представляет из себя одну большую семью. В народе Талленси патриархальные порядки, главой семьи считается старейший мужчина в семье.
Дочерей выдают замуж в соседние племена, когда как мужчины из племени не уходят. Что примечательно, несмотря на полностью патриархальный строй, присмотром за детьми в равной степени занимаются как мужчины так и женщины. Так же действует принцип старшинства, отцу обязаны подчиняться его дети, и дети его детей, так же он обладает правами на их собственность ( Fortes, Mayer 1966: 7-9; Worsley 1956: 41).

## Религия
Традиционные верования связаны с культами предков и земли. Наряду с вождями значительным влиянием обладают тендаана («хранители земли») — жрецы культа земли и прорицатели. Основные жанры фольклора — песни, сказки и пословицы . Культ предков довольно своеобразен, небольшие святыни предков стоят по всему поселению. Все предки по верованиям талленси обладают благотворной силой и могут мистическим образом наказывать за проступки, и постоянно требуют поклонения - подношений, жертвоприношений и молитв ( Fortes, Mayer 1966: 10). Так же талленси поклоняются Земле, привычные для других африканских племён колдовство и ведовство не поддерживаются талленси, всё сверхъестественное они приписывают Земле. Они не делят мир на материальный и сверхъестественный, предки для них такие же члены общества как и живые ( Fortes, Mayer 1966: 11).